# Кіцукі-хан

Мон роду Оґасавара

Мон роду Мацудайра

Кіцукі-хан (яп. 杵築藩, きつきはん) — хан в Японії, у провінції Бунґо, регіоні Кюсю.

## Короткі відомості
- Адміністративний центр: містечко Кіцукі повіту Хаямі[1] (сучасне місто Кіцукі префектури Ойта).

- Дохід:

40 000 коку у 1632—1645;
32 000 коку у 1645—1871.
- До 1645 управлявся родом Оґасавара, що належав до фудай і мав статус володаря замку (城主). Голови роду мали право бути присутніми у залі імператорського дзеркала сьоґуна.

З 1645 року управлявся родом Мацудайра гілки Номі (能見松平家), що був переведений з Санда-хан у провінції Сеццу. Цей рід належав до фудай і мав статус володаря замку (城主). Голови роду також мали право бути присутніми у залі імператорського дзеркала сьоґуна.
- Ліквідований в 1871.

## Правителі
| №  | Ім'я                | Ім'я       | Роки        | Ранг, титул     | Примітки                        |
| -- | ------------------- | ---------- | ----------- | --------------- | ------------------------------- |
| 1  | Оґасавара Тадатомо  | 小笠原忠知 | 1632 — 1645 | 従五位下 壱岐守 | Третій син Оґасавари Хідемаси   |
| 1  | Мацудайра Хідетіка  | 松平英親   | 1645 — 1692 | 従五位下 市正   | Старший син Мацудайри Сіґенао   |
| 2  | Мацудайра Сіґейосі  | 松平重栄   | 1692 — 1708 | 従五位下 日向守 | Старший син Мацудайри Хідетіки  |
| 3  | Мацудайра Сіґеясу   | 松平重休   | 1708 — 1715 | 従五位下 豊前守 | Другий син Мацудайри Сіґейосі   |
| 4  | Мацудайра Тікадзумі | 松平親純   | 1715 — 1739 | 従五位下 東市正 | Тринадцятий син Сіндзьо Наонорі |
| 5  | Мацудайра Тікаміцу  | 松平親盈   | 1739 — 1767 | 従五位下 市正   | Старший син Мацудайри Тікадзумі |
| 6  | Мацудайра Тікасада  | 松平親貞   | 1767 — 1785 | 従五位下 筑後守 | Старший син Мацудайри Тікаміцу  |
| 7  | Мацудайра Тікаката  | 松平親賢   | 1785 — 1802 | 従五位下 駿河守 | Другий син Мацудайри Тікаміцу   |
| 8  | Мацудайра Тікаакіра | 松平親明   | 1802 — 1825 | 従五位下 備中守 | Другий син Мацудайри Тікасади   |
| 9  | Мацудайра Тікайосі  | 松平親良   | 1825 — 1868 | 従五位下 河内守 | Старший син Мацудайри Тікаакіри |
| 10 | Мацудайра Тікатака  | 松平親貴   | 1868 — 1871 | 従五位下 河内守 | Старший син Мацудайри Тікайосі  |